# United States Basketball League 1987
La stagione USBL 1987 fu la terza  della United States Basketball League. Parteciparono 8 squadre in un unico girone.
Rispetto alla stagione precedente, la lega perse gli Springfield Fame e i Westchester Golden Apples, che fallirono. I Gold Coast Stingrays, i Tampa Bay Flash e i Wildwood Aces diventarono rispettivamente West Palm Beach Stingrays, Tampa Bay Stars e Philadelphia Aces. Si aggiunsero tre nuove franchigie: i Long Island Knights, i Miami Tropics e i Rhode Island Gulls.

## Squadre partecipanti
- Jersey Jammers
- Long Island Knights
- Miami Tropics
- Philadelphia Aces
- Rhode Island Gulls
- S. Island Stallions
- Tampa Bay Stars
- W.P.B. Stingrays

## Classifica finale
| Squadra                   | V  | P  | %    | GB |
| ------------------------- | -- | -- | ---- | -- |
| Tampa Bay Stars           | 25 | 5  | 83,3 | -  |
| Miami Tropics C           | 18 | 12 | 60,0 | 7  |
| Rhode Island Gulls        | 17 | 13 | 56,7 | 8  |
| Long Island Knights       | 14 | 16 | 46,7 | 11 |
| Jersey Jammers            | 13 | 17 | 43,3 | 12 |
| Philadelphia Aces         | 13 | 17 | 43,3 | 12 |
| West Palm Beach Stingrays | 11 | 19 | 36,7 | 14 |
| Staten Island Stallions   | 9  | 21 | 30,0 | 16 |

## Play-off

### Quarti di finale
| Tampa 22 luglio 1987                      | Miami Tropics | 138 – 122   | West Palm Beach Stingrays | University of Tampa |
| \| \| \| \| \| \| Punti \| 35 Rellford \| |               |             |                           |                     |
|                                           |               |             |                           |                     |
|                                           | Punti         | 35 Rellford |                           |                     |

| Tampa 22 luglio 1987                     | Tampa Bay Stars | 129 – 126 (d.1t.s.) | Staten Island Stallions | University of Tampa (1.290 spett.) |
| \| \| \| \| \| Collins 37 \| Punti \| \| |                 |                     |                         |                                    |
|                                          |                 |                     |                         |                                    |
| Collins 37                               | Punti           |                     |                         |                                    |

| Warwick 22 luglio 1987                 | Long Island Knights | 126 – 123 | Jersey Jammers | Community College of Rhode Island |
| \| \| \| \| \| Davis 35 \| Punti \| \| |                     |           |                |                                   |
|                                        |                     |           |                |                                   |
| Davis 35                               | Punti               |           |                |                                   |

| Warwick 22 luglio 1987                          | Rhode Island Gulls | 107 – 97 | Philadelphia Aces | Community College of Rhode Island |
| \| \| \| \| \| Combs 27 \| Punti \| 26 Lewis \| |                    |          |                   |                                   |
|                                                 |                    |          |                   |                                   |
| Combs 27                                        | Punti              | 26 Lewis |                   |                                   |

### Semifinali
| Tampa 23 luglio 1987, ore 19:30                  | Miami Tropics | 116 – 109  | Tampa Bay Stars | University of Tampa |
| \| \| \| \| \| Free 29 \| Punti \| 27 Collins \| |               |            |                 |                     |
|                                                  |               |            |                 |                     |
| Free 29                                          | Punti         | 27 Collins |                 |                     |

| Warwick 23 luglio 1987 | Rhode Island Gulls | 122 – 119 | Long Island Knights | Community College of Rhode Island |

### Finale
| Miami 26 luglio 1987                            | Miami Tropics | 103 – 99  | Rhode Island Gulls | Miami-Dade South Community College (2.842 spett.) |
| \| \| \| \| \| Free 30 \| Punti \| 29 Turner \| |               |           |                    |                                                   |
|                                                 |               |           |                    |                                                   |
| Free 30                                         | Punti         | 29 Turner |                    |                                                   |

### Tabellone
|  | Quarti di finale | Quarti di finale | Quarti di finale |              |       | Semifinali   | Semifinali | Semifinali |  |  | Finale | Finale | Finale |  |
|  |                  |                  |                  |              |       |              |            |            |  |  |        |        |        |  |
|  | 1                | Tampa Bay        | 1                |              |       |              |            |            |  |  |        |        |        |  |
|  | 1                | Tampa Bay        | 1                |              |       |              |            |            |  |  |        |        |        |  |
|  | 8                | Staten Island    | 0                |              |       |              |            |            |  |  |        |        |        |  |
|  | 8                | Staten Island    | 0                |              | 1     | Tampa Bay    | 0          |            |  |  |        |        |        |  |
|  |                  |                  |                  |              | 1     | Tampa Bay    | 0          |            |  |  |        |        |        |  |
|  |                  |                  | 2                | Miami        | 1     |              |            |            |  |  |        |        |        |  |
|  | 7                | West Palm Beach  | 2                | Miami        | 1     | 0            |            |            |  |  |        |        |        |  |
|  | 7                | West Palm Beach  |                  |              |       |              |            |            |  |  |        |        |        |  |
|  | 2                | Miami            | 1                |              |       |              |            |            |  |  |        |        |        |  |
|  | 2                | Miami            | 1                |              | Miami | Miami        | 1          |            |  |  |        |        |        |  |
|  |                  |                  |                  |              |       |              |            |            |  |  |        |        |        |  |
|  |                  |                  | Rhode Island     | Rhode Island | 0     |              |            |            |  |  |        |        |        |  |
|  | 6                | Philadelphia     | Rhode Island     | Rhode Island | 0     | 0            |            |            |  |  |        |        |        |  |
|  | 6                | Philadelphia     |                  |              |       |              |            |            |  |  |        |        |        |  |
|  | 3                | Rhode Island     | 1                |              |       |              |            |            |  |  |        |        |        |  |
|  | 3                | Rhode Island     | 1                |              | 3     | Rhode Island | 1          |            |  |  |        |        |        |  |
|  |                  |                  |                  |              | 3     | Rhode Island | 1          |            |  |  |        |        |        |  |
|  |                  |                  | 4                | Long Island  | 0     |              |            |            |  |  |        |        |        |  |
|  | 4                | Long Island      | 4                | Long Island  | 0     | 1            |            |            |  |  |        |        |        |  |
|  | 4                | Long Island      |                  |              |       |              |            |            |  |  |        |        |        |  |
|  | 5                | Jersey           | 0                |              |       |              |            |            |  |  |        |        |        |  |

## Vincitore
| Campione USBL 1987        |
| ------------------------- |
| Miami Tropics (1º titolo) |

## Statistiche
| Categoria             | Giocatore         | Squadra                   | Stat |
| --------------------- | ----------------- | ------------------------- | ---- |
| Punti per gara        | Don Collins       | Tampa Bay Stars           | 31,0 |
| Rimbalzi per gara     | Hank McDowell     | Rhode Island Gulls        | 10,7 |
| Assist per gara       | Leroy Witherspoon | Tampa Bay Stars           | 9,6  |
| Palle rubate per gara | Muggsy Bogues     | Rhode Island Gulls        | 3,5  |
| Stoppate per gara     | Leroy Combs       | Rhode Island Gulls        | 3,0  |
| FG%                   | Tom Collier       | Long Island Knights       | 64,8 |
| FT%                   | Dan Ruland        | West Palm Beach Stingrays | 87,3 |

## Premi USBL
- USBL Player of the Year: Don Collins, Tampa Bay Stars
- USBL Coach of the Year: Gordon Gibbons, Tampa Bay Stars
- USBL Rookie of the Year: Muggsy Bogues, Rhode Island Gulls
- USBL Man of the Year: World B. Free, Miami Tropics
- USBL Postseason MVP: World B. Free, Miami Tropics
- All-USBL First Team
  - Eddie Lee Wilkins, Staten Island Stallions
  - Don Collins, Tampa Bay Stars
  - Richard Rellford, West Palm Beach Stingrays
  - Muggsy Bogues, Rhode Island Gulls
  - World B. Free, Miami Tropics
- All-USBL Second Team
  - Hank McDowell, Rhode Island Gulls
  - Michael Brooks, Philadelphia Aces
  - Norris Coleman, Tampa Bay Stars
  - Clinton Wheeler, Miami Tropics
- USBL All-Defensive Team
  - Jerome Henderson, West Palm Beach Stingrays
  - Tom Collier, Long Island Knights
  - Leroy Combs, Rhode Island Gulls
  - Muggsy Bogues, Rhode Island Gulls
  - Clinton Wheeler, Miami Tropics
- USBL All-Rookie Team
  - Henry Carr, Jersey Jammers
  - Andre Moore, Philadelphia Aces
  - Norris Coleman, Tampa Bay Stars
  - Muggsy Bogues, Rhode Island Gulls
  - Andrew Moten, West Palm Beach Stingrays